# Yrkesserien
Yrkesserien är en facklitterär bokserie utgiven av bokförlaget Liber. Första upplagan utgavs under 1950-talet och under 1960-talet utkom andra upplagan.
| Volym | Titel            | Författare                                                   | Utgivningsår |
| ----- | ---------------- | ------------------------------------------------------------ | ------------ |
| 1     | Affärssvenska    | Sigvard Djupfors & Bengt Ederstöm                            | ?            |
| 2     | Bilboken         | Gunnar Windelhed, Åke Lundqvist & Sten Marcks von Würtemberg | ?            |
| 3     | Fotoboken        | Gunnar Dalblom & Gunnar Tonnquist                            | 1956         |
| 4     | Keramik          | Margit Ljunggren                                             | 1957         |
| 5     | Klädsömnad       | Margareta Lindström                                          | 1959         |
| 6     | Maskinelement    | Folke Alfred Wallmark                                        | ?            |
| 7     | Vår blomsterkung | Sven-Eric Brunnsjö                                           | 1957         |

Böckerna är listade i bokstavsordning efter titel